# ヴァン・モリソン
ヴァン・モリソン（Van Morrison、本名Sir George Ivan Morrison、OBE、1945年8月31日 - ）は、イギリス（北アイルランド出身）のミュージシャン。高い音楽性と歌唱力で、多くのミュージシャンからの尊敬を集める。1993年にロックの殿堂入りを果たし、1996年に大英帝国勲章OBEを受章した。
「ローリング・ストーンの選ぶ歴史上最も偉大な100人のシンガー」において第24位。
「ローリング・ストーンの選ぶ歴史上最も偉大な100組のアーティスト」において第42位。
「Q誌の選ぶ歴史上最も偉大な100人のシンガー」において第22位。

## 略歴
ベルファスト出身。音楽好きの家庭に育ち、15歳でMonarchsというバンドに加入し音楽活動を始める。1964年にゼムを結成し、デビュー。「グロリア」などのヒットを飛ばし、当時イギリスで隆盛したブルー・アイド・ソウルのシンガーとして人気を博す。
1966年のアメリカ・ツアー終了後、モリソンはゼムを脱退し、一旦は帰国するもののバート・バーンズの誘いに応じてアメリカに渡りソロに転向。1967年にはバング・レコードから発売されたシングル「ブラウン・アイド・ガール」が全米10位のヒットとなるが、プロデューサーのバート・バーンズはモリソンの意向を無視してソロ・アルバム『ブロウイン・ユア・マインド』を発売し、同年末にバーンズが死去して、モリソンはバング・レコードを離れた。
1968年に発売されたワーナー・ブラザース・レコード移籍第1弾アルバム『アストラル・ウィークス』は、リリース当時は1万5千枚ほどしか売れなかったが、後にポップ・ミュージック史を代表する名盤として評価を受け、2001年にはアメリカ国内の売り上げが50万枚を突破した。続く『ムーンダンス』はBillboard 200で29位のヒットとなった。1970年11月に『ストリート・クワイア』を発表。
1971年4月にモリソンは妻のジャネット・プラネットを連れてニューヨークからカリフォルニア州マリン郡に移住。移住する前にモリソンはニューヨーク州アルスター郡のベアズヴィル・サウンド・スタジオに行き、ザ・バンドを訪ねるが、そこでロビー・ロバートソンとともに「4% パントマイム」を書き上げた。モリソンとリチャード・マニュエルがボーカルを分け合って歌う「4% パントマイム」はザ・バンドの4番目のアルバム『Cahoots』に収録された。
1971年10月、サンフランシスコで録音した『テュペロ・ハニー』を発表（全米27位）。R&Bやジャズ、フォーク、ブリティッシュ・トラッド、ケルト音楽などの要素が濃い音楽性は、高い評価を受けた。1973年にベルファストへ戻り、翌1974年にアルバム『ヴィードン・フリース』をリリース後、活動を停止する。
1976年11月24日、サンフランシスコのウィンターランドで行われたザ・バンドの解散コンサート「ラストワルツ」に参加する。
1977年、復帰作『安息への旅』をリリース。
1979年、アルバム『イントゥ・ザ・ミュージック』以降は、ジャズやニューエイジの要素を取り入れた瞑想的な作風のアルバムを多数リリースしていく。
1988年、アルバム『アイリッシュ・ハートビート』ではチーフタンズと共演。1989年のアルバム『アヴァロン・サンセット』収録曲「ハヴ・アイ・トールド・ユー・レイトリー」は、ロッド・スチュワートによるカヴァーが1993年にヒットしたことでも知られ、1995年にはチーフタンズとの共演による同曲のセルフ・カヴァーを録音しグラミー賞最優秀ポップ・コラボレーション・ウィズ・ボーカル賞を受賞した。また、ジョン・リー・フッカーのアルバム『ドント・ルック・バック』（1997年）のプロデュースを担当する等、幅広いジャンルのミュージシャンと共演。
2006年には、カヴァー曲を中心としたキャリア初の本格的なカントリー・アルバム『ペイ・ザ・デヴィル』を発表した。2008年のアルバム『キープ・イット・シンプル』は、ソロ・デビューから41年目にして自身初の全米トップ10アルバムとなった。2018年4月にはジョーイ・デフランセスコとのコラボーレーション・アルバム『ユーアー・ドライヴィング・ミー・クレイジー』を発表し、同年12月リリースのアルバム『ザ・プロフェット・スピークス』でも、引き続きデフランセスコ率いるカルテットを起用した。
モリソンは2020年、新型コロナウイルス感染症の流行に対するロックダウン政策を批判し、ロックダウンにより困窮したミュージシャンを支援するためのチャリティ・シングルとして9月25日に「Born to Be Free」、10月9日に「As I Walked Out」、10月23日に「No More Lockdown」といったプロテスト・ソングを発表した。北アイルランドの保健大臣ロビン・スワンは、一連の曲のリリースに先がけて、『ローリング・ストーン』誌のインタビューで「問題提起の域を超えている。彼は『ファシストによるいじめ』について歌い、政府が人々を騙して奴隷にしようとしていると主張している」と批判した。しかし、同年12月4日には、反ロックダウンのチャリティ・シングル第4弾「Stand and Deliver」（作詞・作曲はモリソン、パフォーマーは趣旨に賛同したエリック・クラプトン）がリリースされた。

## 家族
最初の妻との間には、後にシンガーソングライターとして活動する娘シャナ・モリソンが生まれるが、1973年に離婚した。シャナは父ヴァンの『ナイト・イン・サンフランシスコ』（1994年）、『デイズ・ライク・ディス』（1995年）といったアルバムに参加した後、デビュー・アルバム『Caledonia』のリリースに至る。また、1992年には2人目の妻となるミシェル・ロッカ（元ミス・アイルランド）との出会いを果たした。

## ディスコグラフィ

### スタジオ・アルバム
- 『ブロウイン・ユア・マインド』 - Blowin' Your Mind! (1967年)
- 『アストラル・ウィークス』 - Astral Weeks (1968年)
- 『ムーンダンス』 - Moondance (1970年)
- 『ストリート・クワイア』 - His Band and the Street Choir (1970年)
- 『テュペロ・ハニー』 - Tupelo Honey (1971年)
- 『セント・ドミニクの予言』 - Saint Dominic's Preview (1972年)
- 『苦闘のハイウェイ』 - Hard Nose the Highway (1973年)
- 『ヴィードン・フリース』 - Veedon Fleece (1974年)
- 『安息への旅』 - A Period of Transition (1977年)
- 『ウェイヴレンクス』 - Wavelength (1978年)
- 『イントゥ・ザ・ミュージック』 - Into the Music (1979年)
- 『コモン・ワン』 - Common One (1980年)
- 『ビューティフル・ヴィジョン』 - Beautiful Vision (1982年)
- 『時の流れに』 - Inarticulate Speech of the Heart (1983年)
- 『センス・オブ・ワンダー』 - A Sense of Wonder (1985年)
- 『ノー・グールー、ノー・メソッド、ノー・ティーチャー（イン・ザ・ガーデン）』 - No Guru, No Method, No Teacher (1986年)
- 『ポエティック・チャンピオンズ・コンポーズ』 - Poetic Champions Compose (1987年)
- 『アイリッシュ・ハートビート』 - Irish Heartbeat (1988年) ※チーフタンズとの共演
- 『アヴァロン・サンセット』 - Avalon Sunset (1989年)
- 『エンライトンメント』 - Enlightenment (1990年)
- 『オーディナリー・ライフ』 - Hymns to the Silence (1991年)
- 『トゥー・ロング・イン・イグザイル』 - Too Long in Exile (1993年)
- 『デイズ・ライク・ディス』 - Days Like This (1995年)
- 『ハウ・ロング・ハズ・ジス・ビーン・ゴーイング・オン』 - How Long Has This Been Going On (1996年) ※ジョージィ・フェイムとの共演
- 『テル・ミー・サムシング〜モーズ・アリソンに捧ぐ』 - Tell Me Something: The Songs of Mose Allison (1996年) ※ジョージィ・フェイム、モーズ・アリソンらとの共演
- 『ヒーリング・ゲーム』 - The Healing Game (1997年)
- 『バック・オン・トップ』 - Back on Top (1999年)
- 『ユー・ウィン・アゲイン』 - You Win Again (2000年) ※リンダ・ゲイル・ルイスとの共演
- 『ダウン・ザ・ロード』 - Down the Road (2002年)
- 『ホワッツ・ロング・ウィズ・ジス・ピクチャー?』 - What's Wrong with This Picture? (2003年)
- 『マジック・タイム』 - Magic Time (2005年)
- 『ペイ・ザ・デヴィル』 - Pay the Devil (2006年)
- 『キープ・イット・シンプル』 - Keep It Simple (2008年)
- 『ボーン・トゥ・シング：ノー・プラン・B』 - Born to Sing: No Plan B (2012年)
- 『デュエッツ:リワーキング・ザ・カタログ』 - Duets: Re-working the Catalogue (2015年)
- 『キープ・ミー・シンギン』 - Keep Me Singing (2016年)
- 『ロール・ウィズ・ザ・パンチズ』 - Roll with the Punches (2017年)
- 『ヴァーサタイル』 - Versatile (2017年)
- 『ユーアー・ドライヴィング・ミー・クレイジー』 - You're Driving Me Crazy (2018年) ※ジョーイ・デフランセスコ（英語版）との共演
- 『ザ・プロフェット・スピークス』 - The Prophet Speaks (2018年)
- 『スリー・コーズ・アンド・ザ・トゥルース』 - Three Chords And The Truth (2019年)[22]
- 『LATEST RECORD PROJECT VOLUME 1』(2021年）
- 『What's It Gonna Take?』(2022年）
- 『Moving On Skiffle』(2023年）

### ライブ・アルバム
- 『魂の道のり』 - It's Too Late to Stop Now (1974年)
- 『ライヴ・アット・グランド・オペラ・ハウス・ベルファスト』 - Live at the Grand Opera House Belfast (1984年)
- 『ナイト・イン・サンフランシスコ』 - A Night in San Francisco (1994年)
- 『スキッフル・セッションズ』 - The Skiffle Sessions - Live In Belfast 1998 (2000年) ※ロニー・ドネガン、クリス・バーバーとの共演
- Astral Weeks Live at the Hollywood Bowl (2009年)
- 『ライブ・アット・オレンジフィールド：ビー・ジャスト・アンド・フィアー・ノット』 - Live At Orangefield: Be Just and Fear Not (2024年)

### コンピレーション・アルバム
- 『ザ・ベスト・オブ・ヴァン・モリソン』 - The Best of Van Morrison (1990年)
- 『ヴァン・モリソン・ベスト2』 - The Best of Van Morrison Volume Two (1993年)
- 『フィロソファーズ・ストーン〜賢者の石』 - The Philosopher's Stone (1998年) ※アウトテイク集
- Van Morrison at the Movies – Soundtrack Hits (2007年)
- The Best of Van Morrison Volume 3 (2007年)
- 『スティル・オン・トップ〜グレイテスト・ヒッツ』 - Still on Top – The Greatest Hits (2007年)
- 『オーソライズド・バング・コレクション』 - The Authorized Bang Collection (2017年) ※1967年の録音を収録した3枚組CD

### ゲスト参加作品
アーティストの姓またはバンド名の順に掲載。
バディ・ガイ
- 『ボーン・トゥ・プレイ・ギター』 - Born to Play Guitar (2015年)

B.B.キング
- 『デューシズ・ワイルド』 - Deuces Wild (1997年)
- 『80』 - B.B. King & Friends: 80 (2005年)

チーフタンズ
- 『ロング・ブラック・ヴェイル』 - The Long Black Veil (1995年)

レイ・チャールズ
- 『ジーニアス・ラヴ〜永遠の愛』 - Genius Loves Company (2004年)

マーク・ノップラー
- 『セイリング・トゥ・フィラデルフィア』 - Sailing to Philadelphia (2000年)

ザ・バンド
- 『カフーツ』 - Cahoots (1971年)
- 『ラスト・ワルツ』 - The Last Waltz (1978年)

ジョージィ・フェイム
- 『クール・キャット・ブルース』 - Cool Cat Blues (1991年)

ジョン・リー・フッカー
- 『ネバー・ゲット・アウト・オブ・ジーズ・ブルース・アライヴ』 - Never Get Out Of These Blues Alive (1972年)
- Born in Mississippi, Raised Up in Tennessee (1973年)
- 『ミスター・ラッキー』 - Mr. Lucky (1991年)
- 『チル・アウト』 - Chill Out (1995年)
- 『ドント・ルック・バック』 - Don't Look Back (1997年)

ビル・ワイマン
- 『ストーン・アローン』 - Stone Alone (1976年)

## 受賞・ノミネート
グラミー賞
- 『心のスカンジナヴィア』 - 1983年グラミー賞（ロック・インストゥルメンタル・パフォーマンス）ノミネート
- 『アイリッシュ・ハートビート』 - 1989年グラミー賞（トラディショナル・フォーク）ノミネート ※チーフタンズと共演
- 『イン・ザ・ガーデン』『ユー・センド・ミー』 - 1995年グラミー賞（男性ロック・ボーカル・パフォーマンス）ノミネート
- 『ハヴ・アイ・トールド・ユー・レイトリー』- 1997年グラミー賞（ポップ・コラボレーション／ヴォーカル部門）受賞　※チーフタンズと共演
- 『ドント・ルック・バック』 - 1998年グラミー賞（ポップ・コラボレーション／ヴォーカル部門）受賞　※ジョン・リー・フッカーと共演
- 『シェナンドア川』 - 1999年グラミー賞（ポップ・コラボレーション／ヴォーカル部門）ノミネート　※チーフタンズと共演
- 『ホワッツ・ロング・ウィズ・ディス・ピクチャー?』 - 2005年グラミー賞（コンテンポラリー・ブルース・アルバム）ノミネート

グラミー賞殿堂賞
- 『アストラル・ウィークス』（アルバム）- 1999年殿堂入り
- 『ムーンダンス』（アルバム） - 1999年殿堂入り
- 『グロリア』（ゼム時代のシングル） - 1999年殿堂入り
- 『ブラウン・アイド・ガール』（シングル）- 2007年殿堂入り

1994年ブリット・アワード功労賞
1993年ロックの殿堂入り
2003年ソングライターの殿堂入り